# Typhlomangelia pyrrha
Typhlomangelia pyrrha é uma espécie de gastrópode do gênero Typhlomangelia, pertencente a família Borsoniidae.